# Butternut Creek (Ashokan Reservoir)
Butternut Creek – rzeka w stanie Nowy Jork, w hrabstwie Ulster, uchodząca do Ashokan Reservoir. Zarówno długość cieku, jak i powierzchnia zlewni nie zostały oszacowane przez USGS.